# Török Tudományos Akadémia
A Török Tudományos Akadémia (törökül: Türkiye Bilimler Akademisi, TÜBA) Törökország tudományos szervezete, melyet 1993-ban alapítottak. Az akadémia a miniszterelnöki hivatal hatáskörébe tartozik, de adminisztratív és pénzügyi függetlenséggel rendelkezik. Az első ülésre 1994. január 7-én került sor.

## Tagság
Az akadémiának 2010 elején 133 tudós volt tagja. Közülük 81 rendes tag, 17 levelező és 35 tiszteleti tag volt. A tagok 14,3%-a volt nő. A rendes tagoknak nemzetközileg is elismert kutatóknak kell lenniük. Hatvanhetedik életévük betöltését követően a rendes tagok tiszteleti tagságot kapnak. A fiatal, tehetséges tudósok hároméves időszakra kapnak levelező tagságot, melyet kétszer három évre (tehát összesen kilenc évre) lehet meghosszabbítani.
2019-ben 194 tagja volt az akadémiának.

## Nemzetközi kapcsolatok
A Török Tudományos Akadémia az alábbi nemzeti tudományos akadémiákkal működik együtt:
- Osztrák Tudományos Akadémia
- Magyar Tudományos Akadémia
- Albán Tudományos Akadémia
- Román Akadémia
- Izraeli Tudományos Akadémia
- Azeri Tudományos Akadémia
- Koreai Tudományos Akadémia